# 로카르노 조약

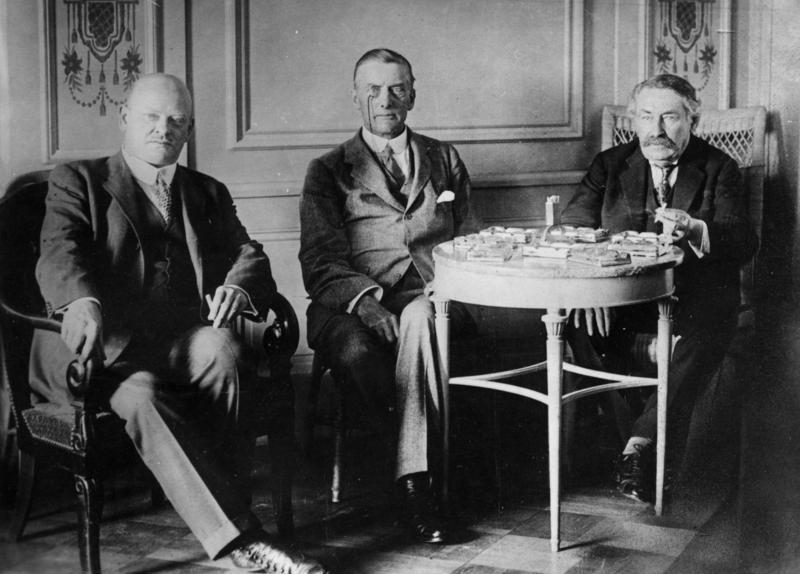
로카르노 조약 당시의 구스타프 슈트레제만, 오스틴 체임벌린, 아리스티드 브리앙 (왼쪽 → 오른쪽)

로카르노 조약(The Locarno Pact)은 1925년 10월 16일 영국, 프랑스, 이탈리아, 독일, 벨기에, 체코슬로바키아, 폴란드의 대표가 스위스의 로카르노에서 체결한 일련의 국지적 안전보장조약이다. 5개의 조약과 2개의 협정으로 구성되었으며, 그 중에서도 영국, 프랑스, 독일, 이탈리아, 벨기에 5개국간의 집단안전보장조약은 가장 중요한 것으로 독일과 벨기에 및 독일과 프랑스의 국경안전보장 및 라인란트의 영구 비무장화를 규정하고 있다. 1924년의 제네바 의정서의 정신을 계승한 것으로 제1차 세계대전 후의 집단안전보장조약으로서 최대의 성과라 말할 수 있으며, 조약의 효력발생과 함께 독일의 국제연맹 가입이 승인되었다. 그러나 이 조약도 1936년 3월 아돌프 히틀러에 의해 일방적으로 파기되었으며, 독일군의 라인란트 침입과 재무장이 실시되었다.

## 같이 보기
- 국제 관계 (1919년-1939년)
- 국제연맹
- 바이마르 공화국
- 소협상

## 참고 자료
- 이 문서에는 다음커뮤니케이션(현 카카오)에서 GFDL 또는 CC-SA 라이선스로 배포한 글로벌 세계대백과사전의 내용을 기초로 작성된 글이 포함되어 있습니다.